# 国手戦 (台湾)
国手戦（こくしゅせん、國手賽）は、台湾の囲碁の棋戦。
1. 1981-99年に自立晩報主催で実施。
2. 2005年から台湾棋院主催で実施。

## 自立晩報国手戦
1980年創設。名人戦と並ぶ二台棋戦として1999年まで実施。
- 主催 中国囲棋会、自立晩報
- 優勝賞金 30万元

### 方式
- 9名のリーグ戦の優勝者が、前期国手と挑戦手合い七番勝負を行う。

### 優勝者と挑戦手合
（左が優勝者）
1. 1981年 陳長清（リーグ戦を7-1で優勝、2位は蘇治灝）
2. 1982年 陳長清 4-3 陳永安
3. 1983年 陳長清 4-3 陳永安
4. 1984年 陳長清 4-1 戴嘉伸
5. 1985年 陳長清 4-2 陳士
6. 1986年 陳長清 4-0 戴嘉伸
7. 1987年 陳長清 4-1 陳国興
8. 1988年 彭景華 4-3  陳長清
9. 1989年 陳長清 4-1 彭景華
10. 1990年 陳長清 4-1 陳国興
11. 1991年 林聖賢 - 陳長清
12. 1992年 林聖賢 4-2 彭景華
13. 1993年 林聖賢 4-2 彭景華
14. 1994年 陳永安 4-3 林聖賢
15. 1995年 陳永安 4-0 戴嘉伸
16. 1996年 彭景華 4-0 陳永安
17. 1997年 周俊勲 4-2 彭景華
18. 1998年 周俊勲 4-0 林聖賢
19. 1999年 周俊勲 4-0 周可平

## 台湾棋院国手戦
2005年創設。
- 主催 台湾棋院文化基金会
- 優勝賞金 (第1-9期)30万元、(10期-)50万元

前身は、2003-04年に実施された亜芸杯戦。その前身は2000-02年に実施された台湾棋院の昇段戦。

### 方式
- 第1期は9名によるリーグ戦。2-12期は8名のリーグ戦の優勝者が、前期国手と挑戦手合五番勝負を行う。リーグ戦上位3名は次期リーグにシード。13期からは前期準優勝者、賞金ランキング上位7名、予選勝ち抜き者の60名によるトーナメント戦。
- 持時間はリーグ戦、挑戦手合は一人3時間、切れると5分の秒読み。本戦は各2時間、秒読み3分。
- コミは6目半。

### 歴代優勝者と挑戦手合
（左が優勝者）
- 1期 2005年 蕭正浩（リーグ戦を7-1で優勝）
- 2期 2006年 陳詩淵 3-0 蕭正浩
- 3期 2007年 陳詩淵 3-2 蕭正浩
- 4期 2008年 林至涵 3-1 陳詩淵 （注）2008年のリーグ戦は周俊勲の出場停止により7名で実施。
- 5期 2009年 林至涵 3-2 蕭正浩
- 6期 2010年 林至涵 3-2 林書陽
- 7期 2011年 林至涵 3-0 蕭正浩
- 8期 2012年 陳詩淵 3-1 林至涵
- 9期 2013年 蕭正浩 3-1 陳詩淵
- 10期 2014年 蕭正浩 3-0 王元均
- 11期 2015年 陳詩淵 3-2 蕭正浩
- 12期 2016年 陳詩淵 3-0 蕭正浩
- 13期 2017年 陳詩淵 3-2 林君諺
- 14期 2018年 王元均 3-0 陳詩淵
- 15期 2019年 許皓鋐 3-0 王元均
- 16期 2020年 許皓鋐 3-1 陳祈睿
- 17期 2021年 許皓鋐 3-0 林立祥
- 18期 2023年 許皓鋐 3-0 陳祈睿
- 19期 2023年 許皓鋐 3-1 盧奕銓